# San Secondo di Pinerolo
San Secondo di Pinerolo (piemonti nyelven San Second, okszitán nyelven Seisound) egy település Olaszországban, Torino megyében.

## Elhelyezkedése

San Secondo di Pinerolo község Torino megye térképén

A vele határos települések: Bricherasio, Osasco, Pinerolo, Porte, Prarostino és San Germano Chisone.

## Testvérvárosok
- Carlos Pellegrini, Argentína